# Papilionoidea

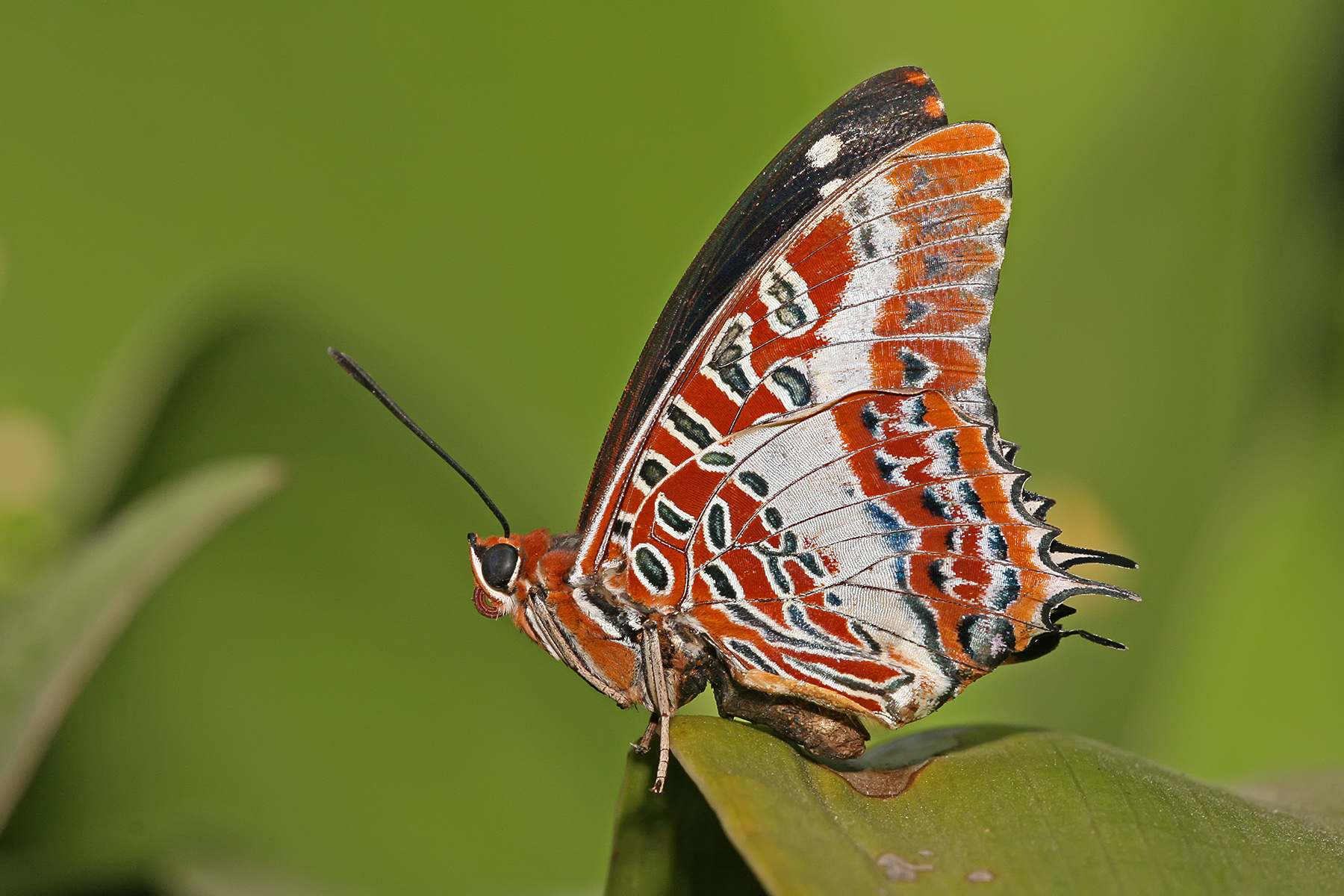
Specie din subfamilia Charaxinae.

Papilionoidea (de la genul Papilio, însemnând „fluture”) este o superfamilie care conține specii de fluturi, aparținând cladei Rhopalocera (care mai conține 2 superfamilii: Hesperioidea și Hedyloidea).

## Caracteristici
Speciile din superfamilia Papilionoidea pot fi diferențiate datorită caracteristicilor:
- corpul este mai mic și nu diferit de cel al moliilor
- aripile sunt mai mari
- antenele sunt drepte

## Familii
- Papilionidae
- Pieridae
- Lycaenidae
- Riodinidae
- Nymphalidae, care conține 13 subfamilii:
  - Libytheinae (în trecut familia Libytheidae).
  - Danainae (în trecut familia Danaidae).
  - Tellervinae
  - Ithomiinae
  - Calinaginae
  - Morphinae
  - Satyrinae (în trecut familia Satyridae).
  - Charaxinae
  - Biblidinae.
  - Apaturinae.
  - Nymphalinae.
  - Limenitidinae (în trecut familia Limenitididae).
  - Heliconiinae.